# Constantargyris
Constantargyris là một chi bướm đêm thuộc họ Noctuidae.